# Лав (лунный кратер)
Кратер Лав (лат. Love) — большой древний ударный кратер в экваториальной области обратной стороны Луны. Название присвоено в честь английского математика Огастеса Эдварда Хафа Лава (1863—1940) и утверждено Международным астрономическим союзом в 1970 г. Образование кратера относится к донектарскому периоду.

## Описание кратера
Ближайшими соседями кратера являются кратер Нехо на западе; кратер Бечварж на северо-западе; кратер Прагер на северо-востоке; кратер Лейн на юго-востоке; кратер Перепёлкин на юге и кратер Д’Арсонваль на юго-западе. На севере от кратера находится цепочка кратеров Грегори. Селенографические координаты центра кратера 6°20′ ю. ш. 129°10′ в. д. / 6,33° ю. ш. 129,17° в. д., диаметр 90,1 км, глубина 2,8 км.
Кратер Лав имеет полигональную форму и значительно разрушен за длительное время своего существования. Вал сглажен и трудно различим на фоне окружающей местности, юго-восточная часть вала перекрыта ромбовидным сателлитным кратером Лав H (см. ниже), западная часть вала перекрыта безымянной цепочкой кратеров радиальной по отношению к кратеру Циолковский, который находится на удалении 450 км. Дно чаши кратера относительно ровное, испещрено множеством мелких кратеров, особенно в северной части.

## Сателлитные кратеры
| Лав | Координаты                                            | Диаметр, км |
| --- | ----------------------------------------------------- | ----------- |
| G   | 6°44′ ю. ш. 131°43′ в. д. / 6,74° ю. ш. 131,72° в. д. | 48,9        |
| H   | 6°58′ ю. ш. 130°40′ в. д. / 6,96° ю. ш. 130,67° в. д. | 32,5        |
| T   | 6°07′ ю. ш. 126°19′ в. д. / 6,11° ю. ш. 126,31° в. д. | 12,3        |
| U   | 5°32′ ю. ш. 128°01′ в. д. / 5,53° ю. ш. 128,02° в. д. | 12,1        |

- Образование сателлитного кратера Лав G относится к нектарскому периоду[1].

## См.также
- Список кратеров на Луне
- Лунный кратер
- Морфологический каталог кратеров Луны
- Планетная номенклатура
- Селенография
- Минералогия Луны
- Геология Луны
- Поздняя тяжёлая бомбардировка